# Hawkwind (album)
Hawkwind – debiutancki album studyjny grupy Hawkwind wydany w 1970 r. nakładem wytwórni Liberty Records i United Artists Records. Płyta nagrywana była w marcu i kwietniu 1970 r. w Trident Studios w Londynie. Autorem projektu okładki jest Arthur Rhodes.

## Twórcy
- Dave Brock – wokal, gitara sześcio- i dwunastostrunowa, harmonijka, instrumenty perkusyjne
- John A. Harrison – gitara basowa
- Huw Lloyd – gitara
- Terry Ollis – perkusja
- Nik Turner – saksofon altowy, wokal, instrumenty perkusyjne
- Dik Mik – syntezator
- Dick Taylor – producent (utwory 1-7, 9)
- Don Paul – producent (utwory 8, 10, 11)

## Spis utworów[3]
1. Hurry On Sundown (Hawkwind/Dave Brock) 4:55
2. The Reason Is? (Hawkwind/Dave Brock) 3:30
3. Be Yourself (Hawkwind/Dave Brock) 8:01
4. Paranoia Part 1 (Hawkwind/Dave Brock) 1:12
5. Paranoia Part 2 (Hawkwind/Dave Brock) 4:10
6. Seeing It As You Really Are (Hawkwind/Dave Brock) 10:44
7. Mirror Of Illusion (Hawkwind/Dave Brock) 6:59
8. Bring It On Home[4] (Willie Dixon) 3:16
9. Hurry On Sundown[4] (Dave Brock) 5:02
10. Kiss Of The Velvet Whip[4] (Dave Brock) 5:25
11. Cymbaline[4][5] (Roger Waters) 4:04

Utwory bonusowe – Hurry On Sundown, Kiss Of The Velvet Whip i Cymbaline zostały nagrane przez Hawkwind Zoo, natomiast Bring It On Home przez Dave'a Brocka przed powstaniem zespołu Hawkwind.

## Wydania[6]
| Rok wydania | Nośnik                        | Wytwórnia       | Numer katalogowy | Kraj            |
| ----------- | ----------------------------- | --------------- | ---------------- | --------------- |
| 1970        | płyta winylowa                | Liberty Records | LBS 83348        | Wielka Brytania |
| 1970        | płyta winylowa                | United Artists  | UAS 5519         | USA             |
| 1970        | płyta winylowa                | Liberty Records | LBS 83348        | Niemcy          |
| 1970        | płyta winylowa                | Liberty Records | LBS 83348        | Włochy          |
| 1970        | płyta winylowa                | Liberty Records | LP 80408         | Japonia         |
| 1971        | płyta winylowa                | Liberty Records | LBS 83348        | Francja         |
| 1974        | płyta winylowa                | United Artists  | L35-252          | Australia       |
| 1975        | płyta winylowa                | Sunset          | SLS 50374        | Wielka Brytania |
| 1976        | płyta winylowa                | Sunset          | DA 5011          | Holandia        |
| 1980        | płyta winylowa                | Liberty Records | LBR 1012         | Wielka Brytania |
| 1980        | płyta winylowa                | United Artists  | brak danych      | Niemcy          |
| 1980        | płyta winylowa                | United Artists  | MID 24           | Nowa Zelandia   |
| 1984        | płyta winylowa                | Liberty Records | SLS 1972921      | Wielka Brytania |
| 1984        | płyta winylowa (picture disc) | Liberty Records | SLS 1972921      | Wielka Brytania |
| 1992        | CD                            | One Way         | S21 57658        | USA             |
| 1994        | CD                            | Repertoire      | Rep 4403-WY      | Niemcy          |
| 1996        | CD                            | EMI Records     | HAWKS1           | Wielka Brytania |